# Wilson (Wyoming)
Wilson is een plaats (census-designated place) in de Amerikaanse staat Wyoming, en valt bestuurlijk gezien onder Teton County.

## Demografie
Bij de volkstelling in 2000 werd het aantal inwoners vastgesteld op 1294.

## Geografie
Volgens het United States Census Bureau beslaat de plaats een oppervlakte van 60,3 km², waarvan 59,9 km² land en 0,4 km² water.

## Plaatsen in de nabije omgeving
De onderstaande figuur toont nabijgelegen plaatsen in een straal van 36 km rond Wilson.